# MBN 주말 드라마
MBN 주말 드라마는 MBN에서 매주 주말에 방송했던 드라마 프로그램이었다.

## 프로그램 리스트
- 《갈수록 기세등등》 : 2011년 12월 3일 ~ 2012년 4월 1일

## 경쟁 프로그램
- KBS 2TV 주말 드라마
- MBC 주말 드라마
- SBS 주말 드라마
- JTBC 주말 드라마